# ルスト (バーデン)
ルスト（ドイツ語: Rust）は、ドイツのバーデン＝ヴュルテンベルク州オルテナウ郡にある街である。
ルストはフライブルクの北西、オッフェンブルクの南西に位置し、ヨーロッパで2番目に大きなテーマパークであるヨーロッパ・パークで知られている。

## 地理

### 位置
ドイツとフランスにまたがるライン地溝帯に位置する。フランスとの国境となるライン川を越えた西側にはヴォージュ山脈やシュヴァルツヴァルトがある。また、タウバギッセン自然保護区に接しており、エルツ川が流れている。

### 隣接する市町村
北はカッペル・グラフェンハウゼン、東はリングスハイム、南はエメンディンゲン郡ラインハウゼン、西は非法人地域のライナウが隣接している。

### 歴史的地理
ルストには現在は消滅集落となったローアブルグや、南部に考古学的発掘によって中世時代のモット・アンド・ベーリーと確認されたタネンバック城がある。

## 歴史
ルスト地区は762年にヘドの一地区として初めて言及された。その後、ラール郡に長く属していたが、1973年にランド郡が解体された後にオルテナウ郡に組み入れられた。
1938年11月のクリスタル・ナハトの際に、ルストに建てられていたシナゴーグの建物内が国家社会主義ドイツ労働者党の突撃隊によって冒涜されたが施設自体が破壊されることはなかった。しかし、激しい議論の後に1964年に解体された。ライファイゼン銀行の側にある記念碑には「戦争の影響によって破壊された」と記されている。

## 地方行政

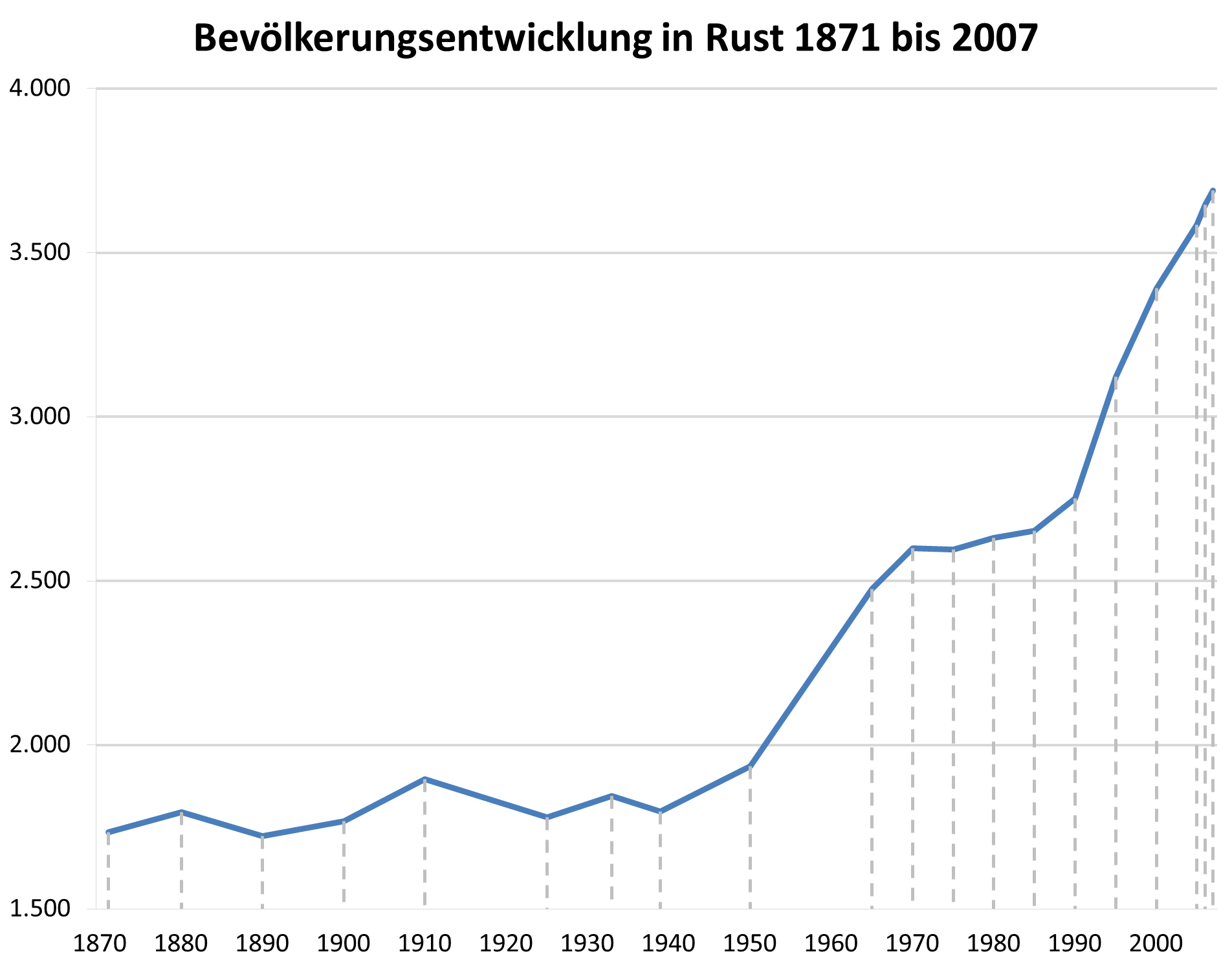
1870年から2007年までのルストの人口推移

### 議会
ルストの議会は、ルストの東にあるエッテンヘイム市の市議会に属している。上位行政にフライブルク議会、バーデン＝ヴュルテンベルク州議会、ドイツ連邦議会がある。

### 議長
カイ＝アキム・クラレ（独: Kai-Achim Klare、SPD）は2014年2月2日にマルセル・バウマンに対して78票の差で議長に当選し、1990年から2014年4月2日まで勤めていたギュンター・ゴレキ（独: Günter Gorecky、SPD）に代わり、議長となった。
| 名前                | 就任   | 解任   |
| ------------------- | ------ | ------ |
| Kai-Achim Klare     | 2014年 | -      |
| Günter Gorecky      | 1990年 | 2014年 |
| Wolfgang Obert      | 1989年 | 1989年 |
| Erich Spoth         | 1961年 | 1989年 |
| Theodor Schießle    | 1948年 | 1960年 |
| Franz Utz           | 1945年 | 1948年 |
| Emil Schießle       | 1935年 | 1945年 |
| Karl Sattler        | 1923年 | 1935年 |
| Wilhelm Utz         | 1898年 | 1923年 |
| Wilhelm Schießle    | 1890年 | 1898年 |
| Adam Sattler        | 1889年 | 1890年 |
| Leopold Haas        | 1885年 | 1889年 |
| Eduard Werner       | 1879年 | 1885年 |
| Christian Gruninger | 1874年 | 1879年 |
| Berthold Schmidt    | 1871年 | 1874年 |
| Heinrich Nadler     | 1866年 | 1871年 |

### 紋章
ルストの紋章は、パーティ・パー・ペイルで二分されたエスカッシャンで構成され、左には青い背景色に銀色の魚が、右には赤い背景色で金色の鋤の刃が描かれている。2つのシンボルは村の生活を形作ってきた漁民と農民の職業を表している。

### 姉妹都市
以下の都市と姉妹都市の提携を結んでいる。
- フランス・アルザス地域圏マルレンハイム（フランス語版）

## 文化

### 構造物

#### バルタザール城

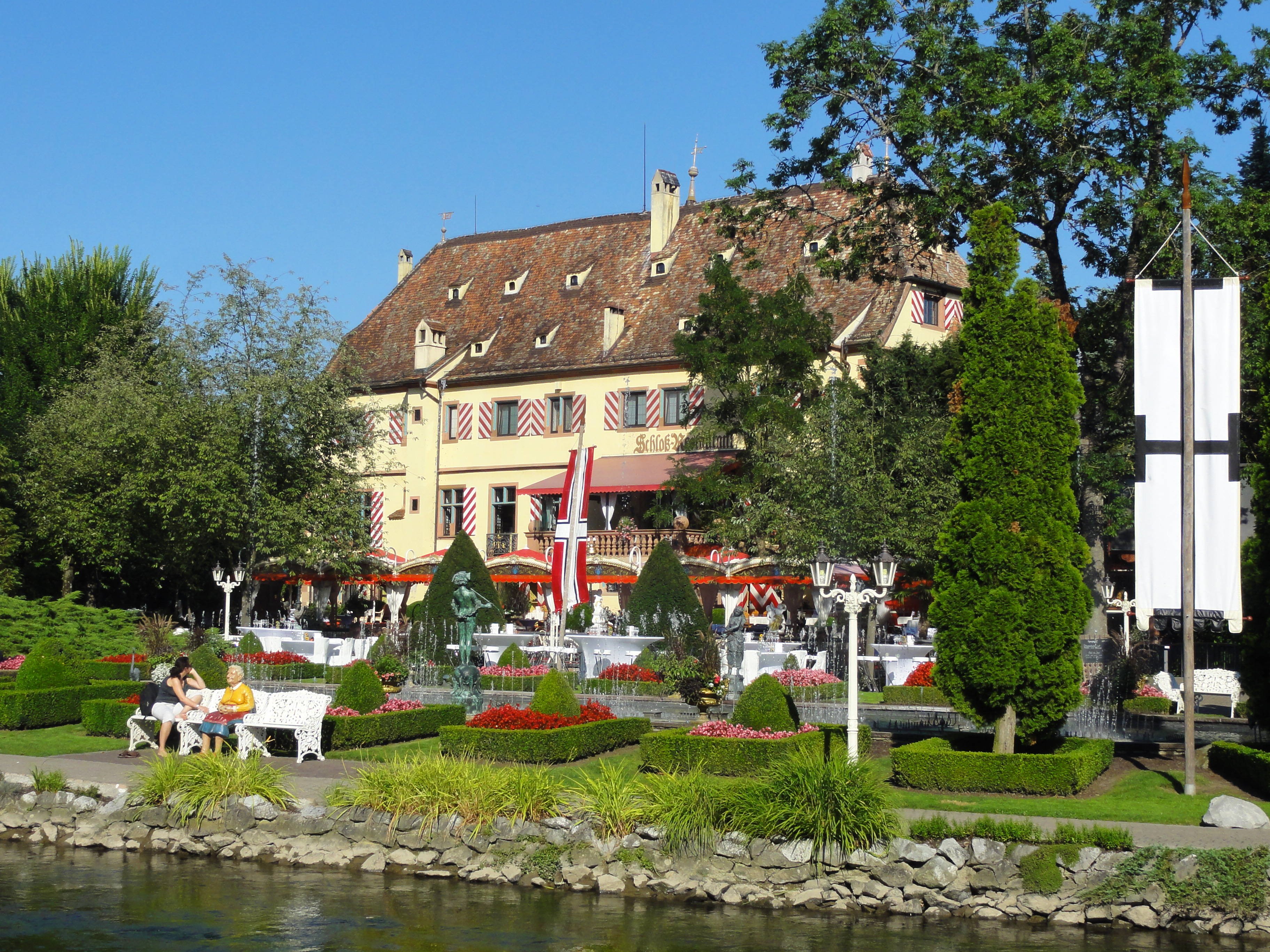
ルストのヨーロッパ・パークにあるバルタザール城

バルタザール城（独: Schloss Balthasar）は、1442年にルストの中心部に建てられたドイツ貴族のベックリン・フォン・ベックリンサウ家が住んでいた城である。2018年現在はヨーロッパ・パークのレストランの1つとして利用されている。

#### バルザーレ城
バルザーレ城（独: Balzare-Schlösschen）は、ルネッサンス時代初期のおそらく1598年に建てられたと推測されている城である。教会から離れたリッター通りに建てられている。この城もまたベックリン・フォン・ベックリンサウ家に関連している。2018年現在も人が住んでおり、外から見ることしかできないが、外観の美しい装飾は比較的シンプルなデザインのバルタザール城とは対照的である。

#### 教会

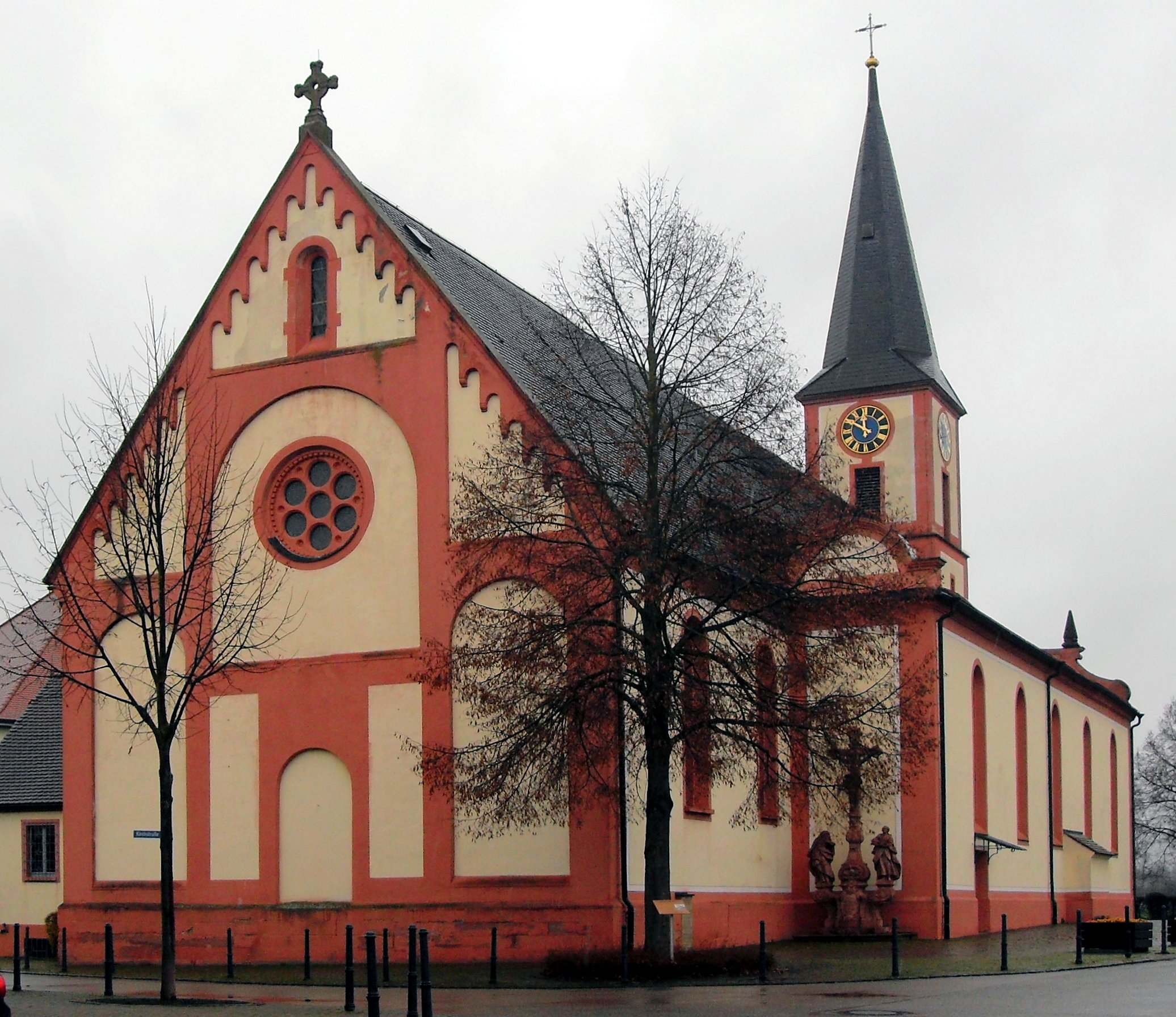
ルストのケテンにあるペトロ教会

ケテンのペトロ教会は、ルストにある唯一のカトリック教徒の教区教会である。
ペトロ教会は釣りの守護者ペトロに捧げられた区域の教会の1つで、側に牧師館が建設されている。
1728年にロングハウスが完成し、教会としての運営が始まった。建築家ピーター・サムの計画によると、1731年に塔とクワイヤが建築され、1737年に利用が開始した。1888年にはロングハウスが拡張されて、聖具室が追加建設された。1906年から1907年にかけて、ロングハウスの左右の端の側廊が拡張された。1952年から1954年にかけての改築時の間、教会は「反対」の状態にあり、祭壇は施設の東側から西側に移されていた。1990年代の教会で発生した火事により、天井の絵は天井に向けて立ち上がった煙によって特に被害を受けた。絵は復元作業がなされたが、煙の影響で非常に暗い見栄えになっている。

#### シナゴーグ
ルストには以前にはユダヤ教の会堂であるシナゴーグが存在していた。シナゴーグは1852年に建てられて1857年に運営を開始し、ルストにおけるイスラエルのコミュニティの中心であった。1938年のクリスタル・ナハトの際に施設は冒涜され、荒廃し、傷ついた。1964年、カールスルーエのイスラエル最高評議会の同意を得てシナゴーグは取り壊された。
1999年にシナゴーグの旧所在地に記念館が建てられた。記念館にはシナゴーグにあった3つを含む回廊が建設されている。回廊の碑文には「Hüte deinen Fuß wenn du in das Haus Gottes gehst. Er ist nahe zu hören.」が記されている。

#### アルテ・ラートハウス
アルテ・ラートハウス（独: Altes Rathaus）は、直訳で旧庁舎を意味して、その名の通りに過去に利用されていた庁舎である。1844年から1845年に建築され、加えて1892年には鐘と時計塔が建設された。しかし、1989年に建物は破壊されて、改めて建築されている。そのため、アルテ・ラートハウスの建物は現在利用されている庁舎よりも新しい。1階にはベンチがあり、上層階には市民ホールとして使われている部屋がある。

### 祭事
9月の第1週末にルスター・ストラヘン・フェスタ（独: Ruster Straßenfest）が開催されている。また、2月または3月にヨーロッパ・パークでユーロ・ダンス・フェスティバルが開催されている。

## 経済

### 観光

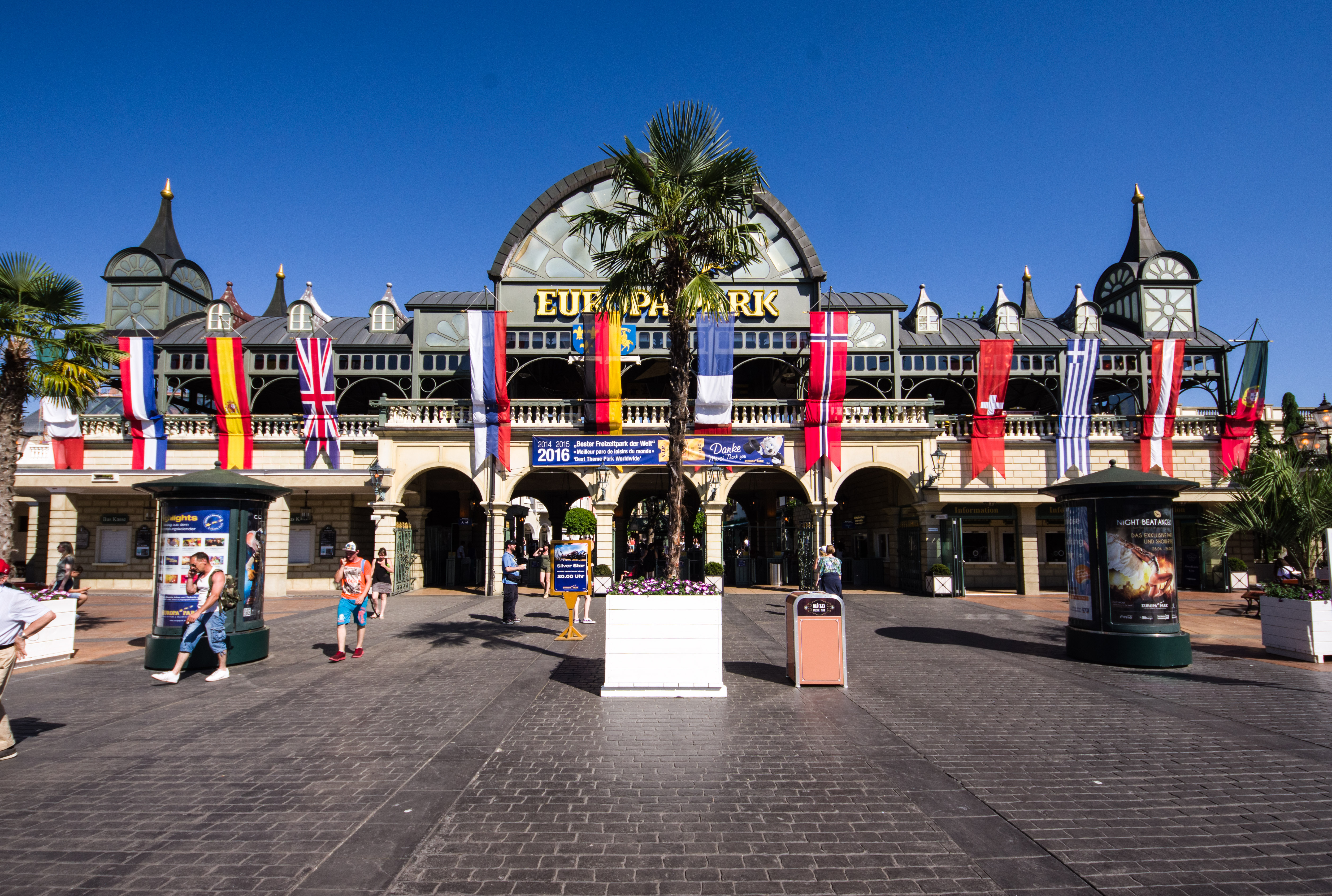
ヨーロッパ・パークのエントランス

ルストは2005年以降、バーデン＝ヴュルテンベルク州政府承認のリゾート地区に指定されている。
ドイツ最大の遊園地、世界最大の季節遊園地であるヨーロッパ・パークがある。年間450万人の来場者があり、100以上のアトラクションとショーを開催している。また、ドイツの数少ない氾濫原の風景を残したタウバギッセン自然保護区がある。
2014年にルスト北西部にあるラインアウエン自然公園でドイツで最初の気候変動園が開催された。同自然公園は高さ18メートルの眺望塔がシンボルになっている。

### 交通
2002年に高速道路アウトバーン 5の出入り口（57b）が建設されている。公共交通機関にはバスがあり、Tarifverbund Ortenauはルストとラール、エッテンヘイム、リングスヘイム、マールベルク、ヘルボルツヘイムの間を運行している。MeinFernbusFlixbusはフライブルク・ストラスブール・カールスルーエを繋ぐ経路でルストを通っている。最寄りの鉄道駅は2km先のリングスヘイムにある。

### 雇用
ヨーロッパ・パークは直接的に3,000人の従業員を雇用し、間接的に8,000人の雇用を確保している。

### 教育
ルストとカッペル・グラフェンハウゼンの地区を包括したコミュニティ・スクールであるGrund- und Gemeinschaftsschule Rust / Kappel-Grafenhausenが2016年に設立されており、同教育機関が小学校教育を実施している。